# Otlatepec
Otlatepec är en ort i Mexiko.   Den ligger i kommunen Tlalchapa och delstaten Guerrero, i den södra delen av landet, 180 km sydväst om huvudstaden Mexico City. Otlatepec ligger 354 meter över havet och antalet invånare är 696.
Terrängen runt Otlatepec är kuperad åt sydväst, men åt nordost är den bergig. Runt Otlatepec är det ganska glesbefolkat, med 23 invånare per kvadratkilometer. Närmaste större samhälle är Cutzamala de Pinzón, 9,8 km sydväst om Otlatepec. I omgivningarna runt Otlatepec växer huvudsakligen savannskog.